# Coulequin
Pour les articles homonymes, voir Bois trompette et Coulequin.
Cecropia peltata
Espèce
Classification APG III (2009)
Le coulequin, ou bois trompette (Cecropia peltata), est une espèce de plantes à fleurs de la famille des Cecropiaceae, ou des Urticaceae selon la classification phylogénétique.
C'est un arbre fruitier lactifère qui pousse en Amérique tropicale, autant sur la péninsule du Yucatan, en Amérique centrale que dans les grandes et petites Antilles. Il peut atteindre 16 m de haut.
C'est une essence pionnière, à croissance rapide qui a besoin de lumière, qui apparaît dans les chablis, en bordure de route ou de coupe forestière. Ses branches souvent creuses ont été utilisées par les Amérindiens pour fabriquer des sortes de trompettes.

## Noms vernaculaires
Coulequin, bois-trompette (trumpet tree) ou bois-canon (en raison de son tronc creux), bois de serpent (snakewood), faux-ricin, parasolier, pisse-roux. 

## Distribution
Espèce spontanée en Amérique du nord (Mexique), centrale (Belize, Costa Rica, Guatemala, Honduras, Nicaragua, Panama), Antilles (Saint-Domingue, Jamaïque, Porto Rico, Guadeloupe, Martinique), du sud (Colombie, Guyane, Guyana, Suriname, Venezuela).
Elle s'est naturalisée dans les régions tropicales d'Afrique et d'Asie ainsi que dans les îles du Pacifique.

## Usage médicinal
Il était traditionnel dans les civilisations maya ou aztèque, et se retrouve dans les codex. Dans le Yucatan, Don Susanno, botaniste et spécialiste de médecine mexicaine traditionnelle travaille sur une préparation utile contre le diabète.
La décoction de ses feuilles est employée contre l'asthme, l'hydropisie et les maladies du foie.

## Remarque
On trouve dans la littérature l'espèce Cecropia peltata auct. non L., qui est en réalité l'espèce Cecropia schreberiana Miq.. Un risque de confusion est donc possible.